# موسوعه شهید ثانی

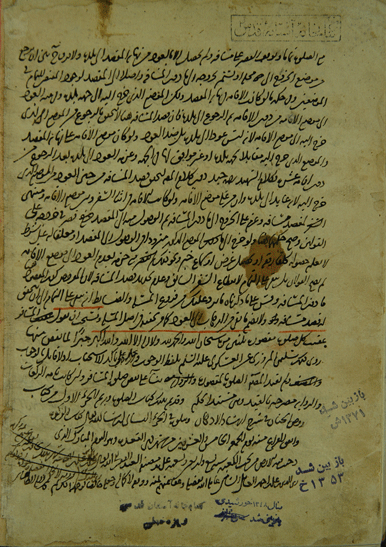
دستخط شهید ثانی. مربوط به قرن ۱۱ هجری قمری در کتاب روض الجنان فی شرح ارشاد الاذهان

موسوعه شهید ثانی نام کتابی است با موضوع زین‌الدین بن علی بن احمد عاملی جبعی ملقب به شهید ثانی که سعی نموده تا تمام آثار مربوط به وی را در ۳۰ جلد جمع‌آوری نماید. پیش از این پیش‌بینی می‌شد تا تعداد مجلدات این اثر، به ۳۵ جلد برسد. این کار تحقیقی توسط مرکز پژوهشی احیاء آثار اسلامی و به سرپرستی علی‌اوسط ناطقی صورت گرفته و در سال ۱۳۹۲ منتشر گردیده‌است. در برخی از تحقیقات این کتاب، به نسخی که به دست خط خود مولف بوده‌است استناد شده‌است. این کتاب به عنوان کتاب سال حوزه و کتاب سال جمهوری اسلامی ایران برگزیده شده است.

## کلیات
کتاب موسوعه شهید ثانی مجموعه‌ای شامل تمام آثار شهید ثانی است. در ۳۰ جلد کتاب موسوعه شهید ثانی، ۵۵ اثر از شهید ثانی گردآوری شده‌است که به ترتیب هر جلد، عبارتند از:
- جلد اول: کتاب منیة المرید فی أدب المفید و المستفید
- جلد دوم: شامل آثار کوتاهی از شهید ثانی اعم از: کشف الریبة، مسکن الفؤاد، التنبیهات العلیّة، البدایة، الرعایه لحال البدایة فی علم الدرایة
- جلد سوم: شامل آثار کوتاهی از شهید ثانی اعم از: تخفیف العباد فی بیان احوال الإجتهاد، تقلید المیت، العداله، ماءالبئر، تیقن الطهارة والحدث والشک فی السابق منها، الحدث الأصغر اثناء غسل الجنابه، النیّه، صلاة الجمعة، الحث علی صلاة الجمعة، خصائص یوم الجمعة، نتائج الافکار فی بیان حکم المقیمین فی الاسفار، اقل ما یجب معرفته من احکام الحج و العمرة، طلاق الغائب، میراث الزوجة، الحبوة، اجوبة مسائل زین الدین بن ادریس، اجوبة مسائل الشیخ حسین بن زمعة المدنی، اجوبة مسائل احمد المازحی، اجوبة مسائل السیّد شرف الدین السماکی، و اجوبة مسائل النجفیّة.
- جلد چهارم: شامل آثار کوتاهی از شهید ثانی اعم از: تفسیر آیة البسملة، الاسطنبولیة فی الواجبات العینیة، الاقتصاد والارشاد الی طریق الاجتهاد، وصیة نافعة، شرح حدیث «الدنیا مزرعة الآخرة»، تحقیق الاجماع فی زمن الغیبة، مخالفة الشیخ الطوسی رحمه ﷲ لاجماعات نفسه، ترجمة الشهید مقلمة الشریف، حاشیة خلاصة الاقوال، حاشیة رجال ابن داود، الاجازات، الانهاءات و البلاغات، و الفوائد.
- جلد پنجم: کتاب تمهید القواعد
- جلد ششم تا نهم: کتاب الروضة البهیة فی شرح اللمعة الدمشقیة
- جلد دهم و یازدهم: کتاب روض الجنان فی شرح ارشاد الأذهان
- جلد دوازده: کتاب المقاصد العلیة و حاشیتا الالفیة
- جلد سیزدهم: کتاب الفوائد الملیة
- جلد چهاردهم: کتاب حاشیة شرائع الاسلام و کتاب حاشیة المختصر النافع
- جلد پانزدهم: کتاب حاشیة القواعد (فوائد القواعد)
- جلد شانزدهم: کتاب حاشیة ارشاد الاذهان
- جلد هفدهم تا بیست و هشتم: کتاب مسالک الافهام الی تنقیح شرائع الاسلام.
- جلد بیست و نهم: فهرست.
- جلد سی‌ام: فهرست و مقدمه و توضیح مركز كتابشناسی شیعه با عنوان «المدخل الشهید الثانی حیاته و آثاره»[۴]

## وضعیت نشر
تالیف و تحقیق این کتاب ۱۵ سال به طول انجامید و در طول این ۱۵ سال، کتب دیگری نیز از جانب محققان این پژوهشکده، منتشر گردید. این اثر توسط مرکز احیای آثار اسلامی پژوهشگاه علوم و فرهنگ اسلامی وابسته به دفتر تبلیغات اسلامی حوزه علمیه قم منتشر گردیده است.

## جوایز
این کتاب در سال ۱۳۹۲ منتشر شده و در شانزدهمین دوره همایش کتاب سال حوزه و سی و دومین دوره کتاب سال جمهوری اسلامی ایران، به عنوان اثر برگزیده معرفی و از آن تجلیل شد.